# Josef Rech

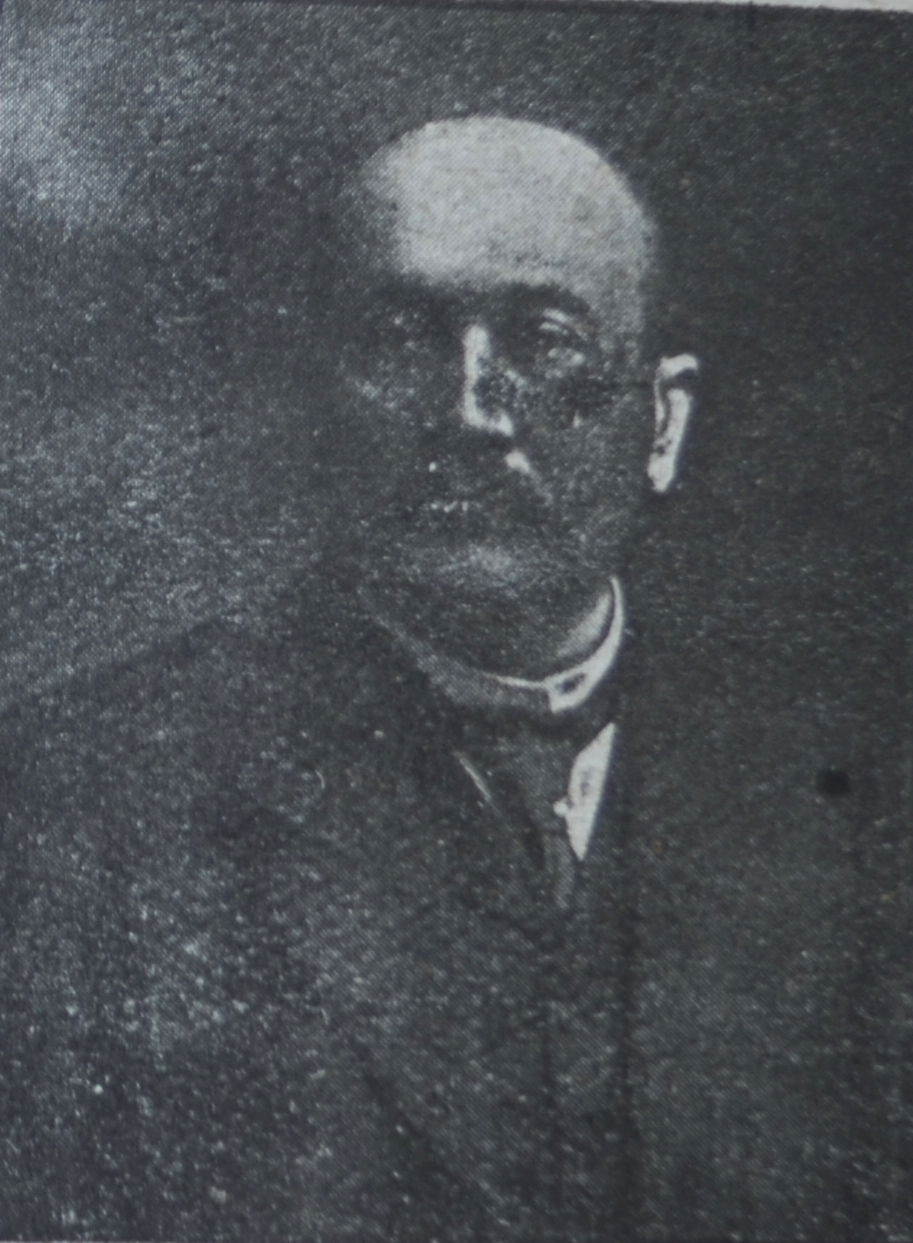
Josef Rech

Johann Josef Rech (* 2. März 1856 in Humes, Regierungsbezirk Trier; † 2. Oktober 1919 in Köln-Lindenthal) war ein deutscher Gymnasiallehrer.

## Leben
Als Lehrersohn besuchte Rech das Progymnasium in St. Wendel und das Gymnasium in Saargemünd. Nach dem Abitur im Sommer 1876 studierte er an der Kaiser-Wilhelms-Universität Philosophie. Im Herbst wurde er Mitglied der christlichen Verbindung Arminia. Ab 1. April 1877 diente er als Einjährig-Freiwilliger beim Infanterie-Regiment „von Lützow“ (1. Rheinisches) Nr. 25 in Straßburg. Er bejahte Arminias Übertritt zur Landsmannschaft mit dem Namen Alsatia und im Januar 1880 zum Corps Palaio-Alsatia. 1882 bestand er die philosophische Staatsprüfung für das Höhere Lehrfach. Am 13. März 1883 wurde er in seinem Regiment zum Leutnant befördert.
Als Lehrer am Bischöflichen Gymnasium in Montigny-lès-Metz wurde er 1891 von der
Universität Straßburg zum Dr. phil. promoviert. Am 6. Juli 1891 wurde er zum Direktor des Gymnasiums ernannt. 1892 wurde er zum Oberleutnant befördert. Ab 1908 war er Bürgermeister seines Wohnortes Sablon. Bei Sablons Eingemeindung nach Metz wurde Rech Ehrenbeigeordneter von Metz. Als die Verfassung für das Reichsland Elsass-Lothringen geändert wurde, berief Wilhelm II. Rech in die Erste Kammer des Landtages des Reichslandes Elsaß-Lothringen. Ihr gehörte er bis zum Kriegsende 1918 an. Im Ersten Weltkrieg war er als Hauptmann der Landwehr Vorstand des Militärpostamts Metz. Noch vor dem Friedensvertrag von Versailles, am 17. April 1919, wurde er aus seinem Direktorenamt entlassen und aus Elsass-Lothringen ausgewiesen. Er zog nach Riegel am Kaiserstuhl und später nach Köln-Lindenthal, wo er mit 63 Jahren starb.
Verheiratet war Rech seit 1883 mit Luise Salome geb. Schlotter aus Neudorf (Straßburg). Mit ihr hatte er zwei Söhne und eine Tochter.

## Ehrungen
- Eisernes Kreuz am weißen Bande
- Königlicher Kronen-Orden (Preußen) II. Klasse
- Roter Adlerorden III. Klasse
- Rote Kreuz-Medaille (Preußen) II. Klasse
- Ehrenmitglied des Corps Palaio-Alsatia (1894)
- Geh. Studienrat

Ein päpstlicher Orden ist noch nicht identifiziert.